# Mike Alexander
Michael "Mike" Alexander (ur. 22 czerwca 1977 w West Ham w Londynie – zm. 5 września 2009 w Luleå w Szwecji) – brytyjski basista. Były członek grupy muzycznej Evile.
Alexander zmarł 5 września 2009 roku w Luleå w Szwecji podczas trasy koncertowej wraz z zespołem Evile. Miał 32 lata.

## Dyskografia
- Enter the Grave (27 sierpnia 2007, Earache Records)[5]
- Infected Nations (21 września 2009, Earache Records)[5]